# Taigastarr (växt)
Taigastarr (Carex media) är en halvgräsart som beskrevs av Robert Brown. Enligt Catalogue of Life ingår Taigastarr i släktet starrar och familjen halvgräs, men enligt Dyntaxa är tillhörigheten istället släktet starrar och familjen halvgräs. Arten är reproducerande i Sverige. Inga underarter finns listade i Catalogue of Life.